# Nieszawa
Nieszawa este un oraș în Polonia.